# Cantone di Guidel
Il Cantone di Guidel è una divisione amministrativa dell'Arrondissement di Lorient.
È stato costituito a seguito della riforma approvata con decreto del 21 febbraio 2014, che ha avuto attuazione dopo le elezioni dipartimentali del 2015.

## Composizione
Comprende i seguenti 11 comuni:
- Bubry
- Calan
- Cléguer
- Gestel
- Guidel
- Inguiniel
- Inzinzac-Lochrist
- Lanvaudan
- Plouay
- Pont-Scorff
- Quistinic